# جامعة نبرة
جامعة نبرة (بالإسبانية: Universidad de Navarra)‏ هي جامعة بحثية خاصة تقع على الحدود الجنوبية الشرقية لمدينة بنبلونة بإسبانيا. تأسست في عام 1952 على يد القديس خوسيماريا إسكريفا دي بالاغير [الإنجليزية]. تم تصنيف جامعة نبرة باستمرار كأفضل جامعة خاصة في إسبانيا. في عام 2021، احتلت كلية الحقوق بالجامعة المرتبة الأفضل في إسبانيا والمرتبة 44 في العالم من خلال التصنيفات الدولية لمؤسسة تايمز للتعليم العالي.
تدير الجامعة أيضًا مستشفى تعليمي، حيث يتعامل 2045 متخصصًا مؤهلًا مع أكثر من 100000 مريض كل عام، ومركز أبحاث طبي، يركز على أربعة مجالات رئيسية: طب الأورام، وطب الأعصاب، وطب القلب والأوعية الدموية، والعلاج الجيني وأمراض الكبد.

## خريجون بارون
- أليساندرا دي أوسما، زوجة الأمير كريستيان هانوفر
- أرانتشا غونثاليث لايا، وزيرة خارجية إسبانيا
- بيدرو مورينيس، سفير إسبانيا السابق في الولايات المتحدة
- ألكس بينا، مخرج ومنتج إسباني
- ماريا إلوسيغوي، قاضية إسبانية بالمحكمة الأوروبية لحقوق الإنسان
- بيدرو سانشيز، رئيس وزراء إسبانيا